# 蒲生秀行 (刑部大輔)
蒲生 秀行（がもう ひでゆき）は、室町時代後期から戦国時代にかけての武将。蒲生氏15代当主。

## 生涯
蒲生貞秀の長男として誕生。出家した父の貞秀から家督を譲られ、蒲生氏の名跡を継ぐ（貞秀の出家の時期については諸説あり）。出家後も貞秀の影響力は依然として強く、秀行の行動に関する史料は乏しいが、六角高頼に出仕した弟の高郷に比べれば貞秀・秀行父子は六角氏とは距離を置いており、偏諱や婚姻関係などは見られない。
室町幕府奉公衆のような働きもしていたようで永正7年（1510年）には復権した10代将軍の足利義稙の要請を受けて、先の将軍である足利義澄を匿った九里信隆の守る水茎岡山城攻めに幕府軍として参加している。永正10年（1513年）8月14日に死去。
秀行の死後、弟の高郷が蒲生氏の家督相続を望んだが、存命していた父の貞秀の意向で秀行の長男である秀紀が継ぐことに決定した。しかしながら高郷は家督を諦めておらず、後に六角定頼の支援を背景に秀紀を攻めて降服させ、強制的に自身の子である定秀に家督を移譲させた。またその後に高郷・定秀父子はまだ子の居なかった秀紀を暗殺し、秀行の娘も僧籍に入れられ、実質的に秀行系の蒲生氏の血は絶えて高郷系が蒲生氏の宗家流に成り代わった。